# Satoši Tadžiri
Satoši Tadžiri (japonsky 田尻 智, Tadžiri Satoši; * 28. srpna 1965) je japonský designér videohry Poketto Monsutá (Pocket Monsters), nebo zkráceně jen Pokémon (Pokémon Red & Blue).
Jako chlapec žil na předměstí Tokia a mezi jeho záliby patřilo sbírání hmyzu. Chtěl, aby všechny děti poznaly to kouzlo při honbě za hmyzem.
Otec chtěl, aby se vyučil elektroopravářem, ale Satoši místo pilného studia na střední technické škole zdokonaloval nápad s Pokémony. Svůj nápad s Pokémony poté nabídl firmě Nintendo, která jej zrealizovala.

## Raný život
Satoši Tadžiri se narodil 28. srpna 1965 v Setagaja v Tokiu. Vyrůstal v Machidě v Tokiu, které si v té době ještě zachovávalo venkovskou atmosféru a rychle se rozrůstalo. V dětství měl Tadžiri jako koníčka sbírání hmyzu, což se stalo inspirací pro jeho pozdější tvorbu videoher. Ostatní děti mu říkaly „Dr. Brouk“ a on se chtěl stát entomologem. S rozšiřováním městských oblastí Japonska a zpevňováním dalších ploch se ztrácela stanoviště pro lov brouků. Tadžiri chtěl, aby jeho hry umožnily dětem zažít pocit chytání a sbírání tvorů, jako to zažil on.
V dospívání ho zaujaly arkádové hry, ačkoli si rodiče mysleli, že je kvůli této zálibě delikvent. Obzvláště rád hrál hru Space Invaders (1978) od Taita, která ho přitáhla k dalším videohrám. Space Invaders ho přivedl k zájmu o videohry; po hraní Space Invaders a jeho videoherních klonů chtěl vytvořit vlastní pokračování Space Invaders. Inspirovaly ho také hry od společnosti Namco, které byly navrženy na základě jedné konkrétní akce, zejména Dig Dug (1982). Jeho zájem nakonec přerostl v pokusy o plánování vlastních her. Rozebral svůj počítač Famicom, aby zjistil, jak funguje, a vyhrál soutěž o nápad na videohru sponzorovanou společností Sega.
Kvůli své fascinaci videohrami Tadžiri často přerušoval výuku. Navštěvoval doplňovací kurzy a nakonec získal maturitu. Tadžiri nenavštěvoval univerzitu, ale dvouletý technický obor na Národním technologickém institutu, Tokijské vysoké škole, kde se specializoval na elektroniku a informatiku.

## Kariéra
Tadžiri v letech 1981 až 1986 psal a vydával fanzin s názvem Game Freak, zaměřený na arkádovou herní scénu, který byl psán ručně a sešíván. Satoši vytvořil fanzin Game Freak, aby hráčům pomohl s vítěznými strategiemi a seznamy easter eggů. Nejprodávanější číslo, v počtu více než 10 000 výtisků, podrobně popisuje, jak získat vysoké skóre ve hře Xevious. Ken Sugimori, který později ilustroval prvních 151 Pokémonů, časopis uviděl v obchodě s dōjinshi a stal se jeho ilustrátorem. Jak přibývalo přispěvatelů do časopisu Game Freak, začal si Tadžiri uvědomovat, že většina her postrádá kvalitu, a spolu se Sugimorim se rozhodli, že řešením bude tvorba vlastních her. Tadžiri studoval herní programovací balík Family BASIC, aby lépe pochopil koncepty tvorby her pro Famicom. Poté zakoupil potřebný hardware pro vývoj her. Tadžiri a Sugimori v roce 1989 přerodili časopis ve společnost Game Freak, která se zabývala vývojem videoher. Brzy poté oba předložili svou první hru, arkádovou hru Quinty, společnosti Namco, která ji vydala. Tadžiri také psal jako nezávislý autor pro časopis Famicom Hisshōbon, později nazvaný Hippon, a recenzoval arkádové hry pro časopisy Family Computer Magazine a Famicom Tsūshin.

Pokemon logo

Tadžiri poprvé přišel s nápadem na Pokémony v roce 1990. Nápad vznikl poté, co viděl Game Boy a možnost vzájemné komunikace mezi zařízeními Game Boy, a Tadžiri se rozhodl, že Pokémoni mají největší smysl na kapesní konzoli. Když přemýšlel o tom, že by propojovací kabel mohl komunikovat se dvěma zařízeními Game Boy, představil si brouky lezoucí sem a tam, což připomínalo jeho dětskou lásku ke sbírání brouků. Tadžiri posunul propojení mezi kapesními herními konzolemi dál než jen k soutěžení ve stylu Tetrisu tím, že navrhl, že by zařízení Game Boy mohly používat své propojovací kabely k výměně sběratelských předmětů.
Když poprvé představil myšlenku Pokémonů zaměstnancům společnosti Nintendo, nedokázali tento koncept pochopit, ale byli natolik ohromeni Tadžiriho pověstí herního designéra, že se rozhodli jej prozkoumat. Shigeru Miyamoto začal Tadžiriho mentorovat a vedl ho během procesu tvorby. Výroba her Pokémon Red a Green trvala šest let a málem přivedla společnost Game Freak k bankrotu; často bylo sotva dost peněz na výplaty zaměstnancům. 5 zaměstnanců dalo výpověď a Tadžiri nebral plat, místo toho žil z příjmu svého otce. Investice od společnosti Creatures Inc. umožnila společnosti Game Freak dokončit hry a na oplátku společnost Creatures získala třetinu práv na franšízu.
V době mezi schválením a dokončením projektu se Tadžiri podílel na designu dvou spin-offů Maria pro společnost Nintendo: Pracoval také na hře Pulseman z roku 1994 pro společnost Sega. V roce 1994 se podílel na hře Mario & Wario.
Jakmile byly hry dokončeny, věnovalo jim pozornost jen velmi málo médií, protože většina médií se domnívala, že Game Boy je mrtvá konzole; všeobecný nezájem o merchandising přesvědčil Tadžiriho, že Nintendo hry odmítne. Neočekávalo se, že by se hrám s Pokémony dařilo, ale jejich prodej neustále rostl, až se série ocitla mezi nejlepšími franšízami Nintenda. Zájem o hru zvýšily zvěsti o skrytém stvoření Pokémon jménem Mew, které bylo možné získat pouze využitím programových chyb. Tadžiri Mewa do hry zařadil, aby podpořil obchodování a interakci mezi hráči, ale společnost Nintendo o stvoření při vydání nevěděla. Série pomohla klesajícím prodejům společnosti Nintendo. Tadžiri ve svých hrách záměrně zmírnil násilí. Tadžiri se rozhodl, že se bude snažit, aby se hra dostala do prodeje. V tomto duchu navrhl pokémoní tvory tak, aby při porážce spíše omdleli, než zemřeli, protože věřil, že pro děti není zdravé ztotožňovat pojem smrti s prohrou ve hře. Po dokončení a vydání Red and Green v Japonsku Tadžiri později pracoval na Bushi Seiryūden z roku 1997: Tajiri se nadále podílí i na modernějších hrách Pokémon. U her Pokémon FireRed a LeafGreen dohlížel na proces od začátku do konce a schvaloval veškerý text. Při vývoji her pracuje Tadžiri nepravidelně, často pracuje 24 hodin v kuse a 12 hodin odpočívá.